# Fernando I de Aragão
Fernando I (Medina del Campo, 27 de novembro de 1380 – Igualada, 2 de abril de 1416), apelidado de "o Justo" ou "o Honesto", foi o Rei de Aragão e das Coroas Aragonesas de 1412 até sua morte. Era filho do rei João I de Castela e Leonor de Aragão.

## Biografia
Foi o segundo filho de  Leonor de Aragão, rainha de Castela (filha do rei Pedro IV de Aragão e de Leonor da Sicília) e de João I, rei de Castela. Era irmão de Henrique III de Castela.
Morto seu irmão Henrique III, rei de Castela desde 1390, foi Regente na menoridade do sobrinho João II de Castela. 
Vitorioso na batalha de Antequera, em 1410, nela ganhou sua alcunha. 
Sobrinho do rei Martim I, foi eleito, pelos representantes reunidos em Caspe, rei de Aragão, da Sicília, de Valência e de Maiorca em 1412.
Foi de 1412 a 1416 Rei de Aragão, da Sicília, de Valência, de Maiorca, Rei da Sardenha, Duque de Atenas, Conde de Barcelona, de Girona, de Ausonne, de Urgel e de Besalu, Conde de Valespir, de Fenouillède, de Sant, de Conflent, Visconde de Milhaud, de Gévaudan, Conde da Cerdanha e do Rossilhão, Senhor das Baleares.

## Em Castela
Regente do sobrinho João II juntamente com sua mãe, a Rainha Catarina de Lencastre, viúva de Henrique III de Castela, foi o primeiro a prestar juramento ao sobrinho-rei e iniciou sua campanha contra os mouros, Cortes de Toledo (1407), capturando Antequera que lhe deu nome em 1410. 
Em 1406, as Cortes de Castela reunidas em  Toledo tinham aprovado a decisão do rei Henrique III em favor de guerra contra Granada mas o rei adoeceu e sua morte prematura significou que a liderança do projeto e a regência do menino João II (1406-1454) devessem passar para o infante Fernando. A importância da Reconquista que se revivia era grande pois as Cortes prometeram emprestar (servicio) 45 milhões de maravedís mediante a condição de que idêntica importância saisse do Tesouro real; tais fundos deveriam ser usados para encomendar uma esquadra de 30 galeras e outros navios para patrulhar a costa de Granada e reunir um exército, otimisticamente calculado em 4 000 cavaleiros castelhanos e 1 500 andaluzes, 1 600 lanceiros, 50 mil infantes e artilharia suficiente. Com a violência que explodia nas fronteiras, pois os dois lados sentiam a aproximação do conflito, Fernando marchou sul, rumo à Serranía de Ronda enquanto os de Granada atacaram Lucena para distrair sua atenção e chamá-lo de volta. As esperanças dos nacérida de obter suprimentos da África do Norte se desvaneceram em 26 de agosto de 1406, quando a frota de Castela derrotou a marinha dos merínidas. Em Setembro, o exército de Castela, carregando consigo a espada de S. Fernando III, moveu-se rumo a Ronda, atacando o forte fronteiriço de Zahara; depois a relutância de alguns nobres em enfrentar um longo sítio a Ronda quando o inverno se aproximava fez com que o Infante a substituísse por Setenil, cidade pequena mas valiosa em termos de estratégia. Mas este sítio, durante o qual destacamentos recapturaram Ayamonte e obtiveram Cañete la Real, Priego e outros locais, não teve sucesso e em 25 de outubro de 1407, foi abandonado, em parte por causa da continuada recalcitrância aristocrática. 
Sem se abater, durante 1408 e 1409 Fernando fez cuidadosos preparativos para uma segunda campanha no oeste de Granada, possivelmente visando Ronda ou Malaga como objetivo final, mas tendo por meta imediata e secreta a cidade fronteiriça de Antequera, verdadeira fortaleza que dominava o vale do rio Guadalhorce. De novo a hueste real, com seu cortejo de máquinas de sítio e de artilharia, se moveu pela fronteira na primavera de 1410, rodeando Antequera, estabelecendo cinco grandes acampamentos (reales) nos diversos lados da cidade e se apoderando do controle das serras vizinhas e das estradas para Granada. Yûsuf III , rei de Granada de 1408 a 1417, enviou um grande exército de socorro capitaneado por seus irmãos Sîdî 'Alî e Sîdî Ahmad, mas os castelhanos os repeliram na batalha da Boca del Asno e conseguiram endurecer o sítio, com maior uso de catapultas e canhão, uma enorme torre móvel ou bastida e tentativas de escalar as muralhas, apesar da resistência feroz dos citadinos. Um grande assalto no fim de Junho foi repelido com muitas perdas castelhanas, mas os defensores isolados foram aos poucos dominados, e um ataque que teve início em 16 de setembro forçou a capitulação em uma semana, oferecendo aos castelhanos exaustos a vitória mais importante desde que Afonso XI de Castela capturara Algeciras em 1344.

## Em Aragão
A campanha de Antequera foi a última empresa contra os mouros do Infante porque em 1412 pelo celebre Compromisso de Caspe ele se tornou rei de Aragão e deixou Castela. Graças aos direitos da mãe e à eloquência de (futuro santo) Vicente Ferrer, foi o pretendente que obteve os tronos de Aragão e Sicília pelo chamado compromisso de Caspe, triunfando dos seus numerosos competidores. 
Como reconquistador, seu nome é sem dúvida o mais importante, entre Afonso XI e os Reis Católicos. Suas campanhas de 1407 e 1410 reviveram o espírito da reconquista em Castela. Em Antequera ele produziu a primeira mudança importante na fronteira, desde Algeciras; sua estratégia de atacar os nacéridas no oeste, de modo a isolá-los de Ronda e Málaga antes de atacar a cidade de Granada foi a que seria repetida afinal pelos Reis Católicos. 
Martim I (nascido em 31 de maio de 1410), como neto de Pedro IV de Aragão, era pretendente, apoiado pelas Cortes de Castela reunidas em Valladolid (maio de 1411). Teria desviado 45 milhões de maravedis destinados à guerra de Granada para os gastos de sua eleição (28 de junho de 1412). Alguns catalães eram partidários de don Jaime, Conde de Urgel; outros do Duque de Gandia; o Conde de Luna Fadrique de Aragão era apoiado pela Sicília (tratava-se de um filho bastardo de Martim o Jovem, malogrado herdeiro de Martim I de Aragão). Prendeu o Conde de Urgel em 1413, único a não respeitar a decisão, confiscou seus bens e o condenou a prisão perpétua; o conde morreu no castelo de Játiva em 1º de junho de 1453, assassinado pelos infantes, irmãos de Afonso V, depois de 20 anos de prisão. 
Governou com energia e habilidade quatro anos, sendo coroado em Saragoça em 11 de fevereiro de 1414 com Leonor Urraca de Castela e os cinco filhos. Foi o ponto de arranque de seu verdadeiro reinado. Erigiu o principado de Gerona em favor do primogênito Alfonso, o qual casaria com Maria de Castela, irmã de João II de Castela. Combateu Benedito XIII como o Imperador Sigismundo, sendo processado; São Vicente Ferrer em 6 de janeiro de 1416 em Perpignan declarava que Aragão se afastaria da obediência de Avignon.
Exerceu grande influência na Itália, no Império e no concílio de Constança.

## Casamento e descendência
Casou em Madrid em 1394 com sua prima-tia Leonor Urraca de Castela (1374-14 ou 16 de dezembro de 1435 em Medina del Campo), Condessa de Albuquerque, senhora das terras do Infantado, filha e herdeira de Sancho de Castela, Conde de Alburquerque e Haro, irmão de Henrique II de Castela, e de Beatriz de Portugal. Depois passou a ser chamada Leonor Urraca de Alburquerque ou de Castela, descendia de Inês de Castro e Pedro I de Portugal. Era chamada la rica hembra. 
A seus títulos de senhor de Lara, Duque de Peñafiel e conde de Mayorga, Fernando juntou o de conde de Alburquerque e Haro.
Tiveram cinco filhos varões e duas filhas:
- D. Afonso V (1394-1458), o Magnânimo, o Sábio. Rei Afonso V de Aragão, Valência, Cerdaña, Maiorca (incluído o Rossilhão), Afonso I da Sicília, Duque de Atenas, Conde de Barcelona e Cerdaña 1416; Rei de Nápoles e Rei titular de Jerusalém;
- D. Maria (1396-1445), esposa desde 1428 do primo, o rei D. João II de Castela;
- D. João II (1398-1479), Duque de Penãfiel e Montblanch. Rei de Navarra (1425) e de Aragão (1458), Sicília, Valência, Maiorca;
- D. Henrique (1400-1445 em Calatayud, por feridas na batalha de Olmedo), Duque de Villena, mestre da Ordem de Santiago, Conde de Alburquerque, senhor de Ledesma. Casou em 1420 com Catarina de Castela (morta em 1439), filha de Henrique III. Casou em 7 de abril de 1443 em Medina del Campo com Beatriz Pimentel (?-1498), filha de Rodrigo Pimental, conde de Benavente; foi tronco dos Duques de Segorbe;
- D. Leonor (1402-1445). Em 1420 ou 1428 casou com D. Duarte, o eloquente, Rei de Portugal. Também pode ter sido envenenada. Viúva, as Cortes tiraram-lhe a regência, contrariando a vontade do marido, dando-a ao irmão do rei, Pedro I, Duque de Coimbra. Contudo, não quis perder o poder e uma insurreição popular a expulsou, refugiando-se em Castela;
- D. Pedro (1406-1438 no sítio de Nápoles), Duque de Noto, Conde de Alburquerque;
- D. Sancho (1410-1416), grão-mestre das ordens de Calatrava e Alcântara.

## Galeria

Fernando I de Aragão
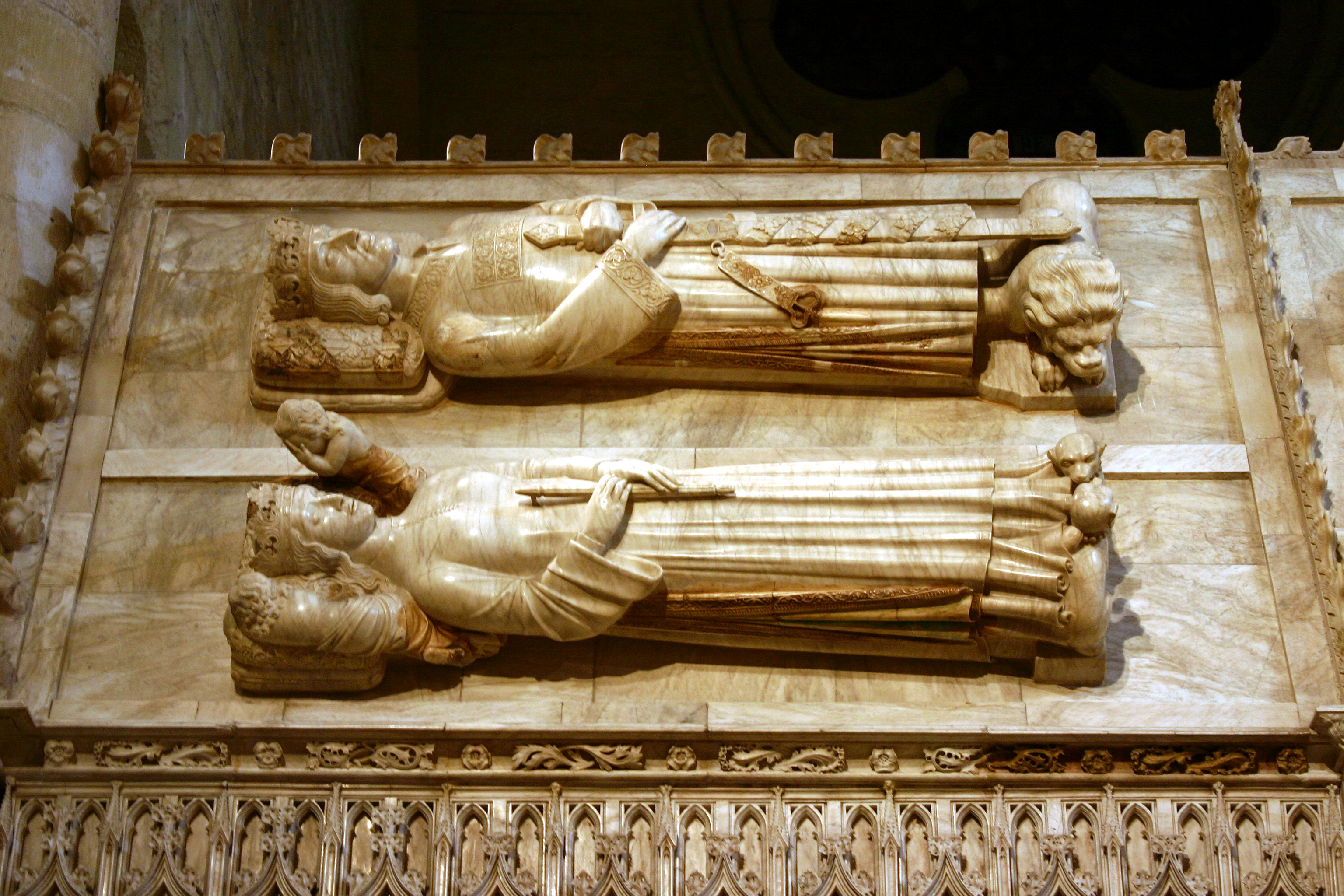
Túmulo de Leonor e Fernando I de Aragão no Mosteiro de Poblet, na Catalunha.